# 派因格羅夫 (阿拉巴馬州)
派因格羅夫（英語：Pine Grove）是一個位於美國阿拉巴馬州鮑德溫縣的非建制地區。該地的面積和人口皆未知。

## 地理
派因格羅夫的座標為30°50′01″N 87°44′28″W / 30.833611°N 87.741111°W，而該地最高點為海拔高度14米（即46英尺）。